# Thorectes hispanus
Thorectes hispanus är en skalbaggsart som beskrevs av Edmund Reitter 1893. Thorectes hispanus ingår i släktet Thorectes och familjen tordyvlar. Inga underarter finns listade i Catalogue of Life.